# 尕山墓群
尕山墓群，位于中国青海省互助县威远镇大寺村，为第四批青海省文物保护单位，公布日期为1986年5月27日，类型为古墓葬。
尕山墓群的历史年代为卡约文化。